# Jhon Paredes
Jhon Edward Paredes Perlaza (* 2. Oktober 2002) ist ein kolumbianischer Sprinter, der sich auf den 100-Meter-Lauf spezialisiert hat.

## Sportliche Laufbahn
Erste Erfahrungen bei internationalen Meisterschaften sammelte Jhon Paredes im Jahr 2019, als er bei den U20-Südamerikameisterschaften in Cali im 100-Meter-Lauf in 10,66 s den sechsten Platz belegte und mit der kolumbianischen 4-mal-100-Meter-Staffel in 40,63 s die Silbermedaille gewann. 2021 klassierte er sich bei den Südamerikameisterschaften in Guayaquil in 10,62 s auf dem achten Platz über 100 Meter und gewann in 39,65 s gemeinsam mit Jhonny Rentería, Carlos Palacios und Arnovis Dalmero die Silbermedaille in der 4-mal-100-Meter-Staffel hinter Brasilien. Anschließend gewann er bei den U20-Südamerikameisterschaften in Lima in 10,55 s die Bronzemedaille über 100 m und sicherte sich in 13,75 s die Silbermedaille über 110 m Hürden. Im Hürdensprint gelangte er daraufhin bei den U20-Weltmeisterschaften in Nairobi bis ins Finale und belegte dort in 13,52 s den sechsten Platz. Zudem wurde er im Staffelbewerb in 40,00 s Fünfter und stellte damit einen kolumbianischen U20-Rekord auf. Im Oktober wurde er dann bei den U23-Südamerikameisterschaften in Guayaquil in 14,28 s Vierter über 110 m Hürden und Anfang Dezember gewann er bei den erstmals ausgetragenen Panamerikanischen Juniorenspielen in Cali in 13,95 s die Silbermedaille hinter dem Ecuadorianer Marcos Herrera. Zudem wurde er dort im Staffelbewerb disqualifiziert.
2021 wurde Paredes kolumbianischer Meister in der 4-mal-100-Meter-Staffel.

## Persönliche Bestzeiten
- 100 Meter: 10,48 s (+1,5 m/s), 25. Juni 2021 in Barrancabermeja
- 110 m Hürden: 13,95 s (−0,2 m/s), 4. Dezember 2021 in Cali